# آلبنل، کبک
آلبنل (به فرانسوی: Albanel) شهری در منطقه شهری ماریا-شاپدولن ناحیه سگونه-لاک-سن-ژان در استان کبک کانادا است. در سرشماری سال ۲۰۱۱ این شهر ۲٬۴۰۲ نفر جمعیت داشته و مساحت آن ۱۹۵٫۶۹ کیلومتر مربع است.